# Victor Destutt de Tracy
Pour les articles homonymes, voir Tracy.
Alexandre César Charles Victor Destutt marquis de Tracy, né le 9 septembre 1781 à Paris et mort le 13 mars 1864 à Paray-le-Frésil (Allier), est un homme politique français, député sous la Restauration, la monarchie de Juillet et la Seconde République, ministre de la Marine en 1848-1849. 
Il est le fils du philosophe « idéologue » Antoine Destutt de Tracy.

## Biographie
Victor Destutt de Tracy fait ses études à l'École Polytechnique (promotion 1797). Il s'engage dans une carrière militaire participant aux campagnes napoléoniennes, notamment comme aide de camp du général Horace Sébastiani. 
La Restauration
Proche de la tendance de gauche dont La Fayette est le principal représentant, il est élu député en 1822 dans l'arrondissement de Montluçon, battu en 1824, puis il retrouve un siège en 1826, à Moulins, siégeant sans discontinuer jusqu'en 1848 — comme député de l'Allier jusqu'en 1837, puis comme représentant de l'Orne, élu dans l'arrondissement de L'Aigle.
La monarchie de Juillet
Sous la monarchie de Juillet, il fait figure d'opposant modéré ; son nom est associé à plusieurs campagnes abolitionnistes : il présente le 17 août 1830 une proposition de loi tendant à l'abolition de la peine de mort, puis participe activement aux combats pour l'abolition de l'esclavage, faisant partie en décembre 1834, des fondateurs de la Société française pour l'abolition de l'esclavage dont il devint le président, succédant ainsi à Victor de Broglie (1785-1870).
Il prend position contre l'hérédité de la pairie et contre la conquête de l'Algérie.
La Seconde République et le Second Empire
En 1848, il est élu député à l'assemblée constituante où il siège parmi les conservateurs, puis est appelé à la fonction de ministre de la Marine et des Colonies dans les gouvernements Odilon Barrot. En 1849, la chute du gouvernement interrompt sa carrière ministérielle mais il est réélu à l'Assemblée nationale. Après le coup d'État de 1851, il se refuse à participer au nouveau régime et renonce à l'action politique.
Héritier au décès de son père du domaine familial dans l'Allier, à Paray-le-Frésil, il a laissé dans cette région la mémoire de ses entreprises de bonification des terres ingrates de la Sologne bourbonnaise. Il est inhumé à Paray-le-Frésil. Marié en 1816 à Mary Sarah Newton (1788-1850), hôtesse de l'un des derniers salons littéraires de l'époque et protectrice du peintre Théodore Chassériau, le couple aura une fille unique, Marie-Élisabeth.

## Œuvres
- Développement de la proposition de M. Victor de Tracy sur l'abolition de la peine de mort, Paris, Impr. royale, 1830 (brochure de 6 pages)
- Lettres sur la vie rurale Paris : V. Masson et fils, 1861, disponibles sur le site Gallica de la Bibliothèque Nationale de France